# Уїксит
Уїксит (англ. weeksite; нім. Weeksit m) — мінерал, водний силікат урану і калію шаруватої будови.
Названий за прізвищем американського мінералога Еліс Мері Уікс (A. M. D. Weeks), W.F.Osterbridge, M.H.Staatz, R.Meyrowitz, A.M.Pommer, 1960.

## Опис
Хімічна формула: K2[(UO2)2(Si2O5)3]•4H2O.
Склад у % (штат Юта, США): K2O — 5,5; UO3 — 51,5; SiO2 — 33,6; H2O — 6,6. Домішки: Na2O, BaO, CaO, Al2O3, CO2.
Сингонія ромбічна. Ромбо-дипірамідальний вид. Утворює голчасті кристали, радіально-волокнисті аґреґати, кірки. Кристали голчасті, видовжені по осі c. Густина ~ 4,1. М'який. Колір жовтий. Блиск восковий до шовковистого.

## Поширення
Зустрічається в опалових прожилках серед ріолітів і в гальці туфових конґломератів. Рідкісний. Знахідки: Джоб, шт. Юта (США).